# Звёздные войны: Ученик Джедая. Властитель тёмной силы
Властитель тёмной силы — вторая книга серии Ученик джедая, написанная Джуд Уотсон.
Прилетев на Бендомир пути Куай-Гон Джинна и Оби-Ван Кеноби ненадолго разошлись, каждый занялся своим делом. Однако кажущаяся лёгкой миссия Мастера Джедая с первых минут появления на планете становится опасной, выясняется, что его заманил бывший ученик Ксанатос. Оби-Ван в свою очередь находит странные вещи на территории сельскохозяйственного корпуса и обращается за помощью к Куай-Гону. Вскоре появляется и Ксанатос, от лица своей корпорации «Внешние миры» начинает помогать местным жителям, делая вид, что исправился и рад видеть бывшего учителя. Однако, его истинными планами является захват планеты и месть джедаю. Кеноби и Куай-Гон слаженно противостоят коварным замыслам, связь между ними крепнет, а после успешного преодоления трудностей Мастер Джинн берёт Оби-Вана в падаваны.

## Действующие персонажи
- Куай-Гон Джинн — мастер джедай
- Оби-Ван Кеноби — его ученик
- Ксанатос — бывший ученик Куай-Гона
- Йода — мастер джедай
- Клат'Ха — глава корпорации Аркона
- Гуэрра Дерида — финдианец, с которым Оби-Ван познакомился во время плена, он спас жизнь Кеноби
- Сай-Тримба — друг Оби-Вана арконец, помогавший ему во время полёта на Бендомир.

## Встречающиеся локации и названия
- Бендомир — планета, основное место действия
- Бендор — главный город Бендомира, основное место действия
- Великое море Бендомира — огромное море на Бендомире
- Корусант — планета (Только упоминание)
- Ландор — система планет (Только упоминание)
- Сельскохозяйственный корпус — один из корпусов джедаев на Бендомире, основное место действия
- Телос — планета (Только упоминание)
- Храм джедаев — место жилья и обучения джедаев на Корусанте, основное место действия (Только упоминание)
- Внешние миры — горнодобывающая корпорация Ксанатоса
- Аркона — горнодобывающая корпорация Клат’Ха
- Родные миры — бендомирская горнодобывающая корпорация.

## Встречающиеся предметы
- Азурит — минерал
- Ионит — минерал

## Встречающиеся расы
- Арконцы
- Имбаты
- Меерианцы
- Финдианцы
- Люди